# デジ
デジ（ルーマニア語: Dej、イディッシュ語: דעעש）は、ルーマニア北西部、クルージュ県に属す都市。県都クルージュ＝ナポカの北60km、ソメシュル・マーレ川とソメシュル・ミク川との合流地点に位置する。ハンガリー語名はデーシュ（Dés）、ドイツ語名はデシュ（Desch）、ブルクロス（Burglos）。
ハイウェイでクルージュ＝ナポカ、バイア・マーレ、サトゥ・マーレ、デーダ、ビストリツァ、ヴァトラ・ドルネイなどの都市とつながる交通の要衝である。

## 歴史
小高い丘に築かれた街で、古来より岩塩坑によって栄えてきた。ローマ時代に採掘された岩塩の塊も発見されている。1214年から1235年にかけてデジ要塞が築かれた。
ハンガリー王アンドラーシュ2世がデーシュを自由王立自治都市に指定すると、1241年にタタール人によって侵略された。当時の塩坑は1717年に枯渇したが、新しい塩坑は現在も稼動している。なかには15km以上も続く坑道もあるとされる。住民は大多数がドイツから来たトランシルヴァニア・ザクセン人だが、何世紀にもわたって徐々に減少している。
1638年にはプロテスタント運動のなかで形成されたサバタリアン（安息日を厳守する人々）に対する裁判が開かれ、死刑が下された。刑は現在のビストリツァで執行された。1717年にはクリミアのタタール人から襲撃を受けた。
1876年から1920年にかけ、ハンガリー王国のソルノク＝ドボカ県の中心地になり、1920年から1940年にかけてもルーマニアのソメシュ県の中心都市になった。

## 人口統計
2002年に行われた2010年時点で最新の国勢調査によると、市内には3万8478人が暮らしている。そのうち85%がルーマニア人、14.1%がハンガリー人、0.9%がその他となっている。

## 観光スポット
15世紀に建てられたハンガリー改革派教会が街のランドマークになっている。石造りのゴシック様式で、高さ72m、16世紀に壁が補強されたが、1880年代の修復で撤去された。また、フランシスコ会の修道院もあり、改革派教会の近くには大規模なシナゴーグ（ユダヤ教の礼拝堂）が置かれている。
1944年、デジやその近郊に住むユダヤ人およそ8000人が1ヶ月にわたり寄せ集められ、近くの森を行軍させられた。ユダヤ人らは同年6月、鉄道でアウシュヴィッツ強制収容所に運ばれた。1944年、デジ市民の4人に1人はユダヤ人だったが、2008年にはわずか5人が暮らすのみである。シナゴーグの玄関にはファシスト政権の犠牲者となったユダヤ人の鎮魂碑がある。
ほかにはテオドル・ミハリー博士やアレクサンドル・ヴァイダ＝ヴォエヴォド博士の記念館や運動器疾患や骨軟化症に効くとされるオクナ・デジ塩坑などが観光スポットとして挙げられる。

## ギャラリー

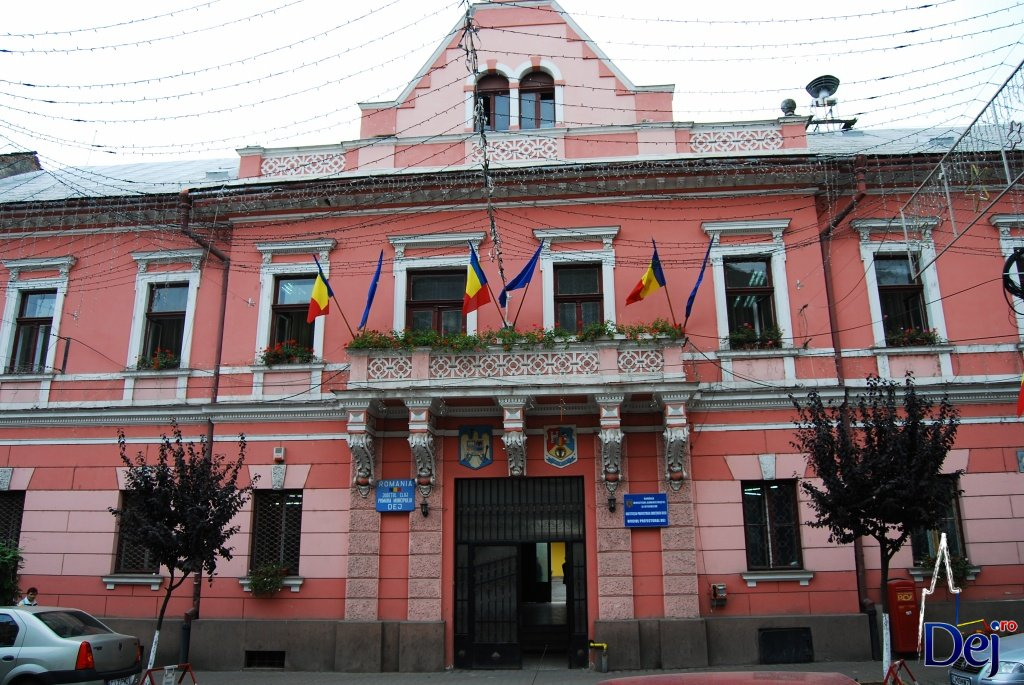
役所
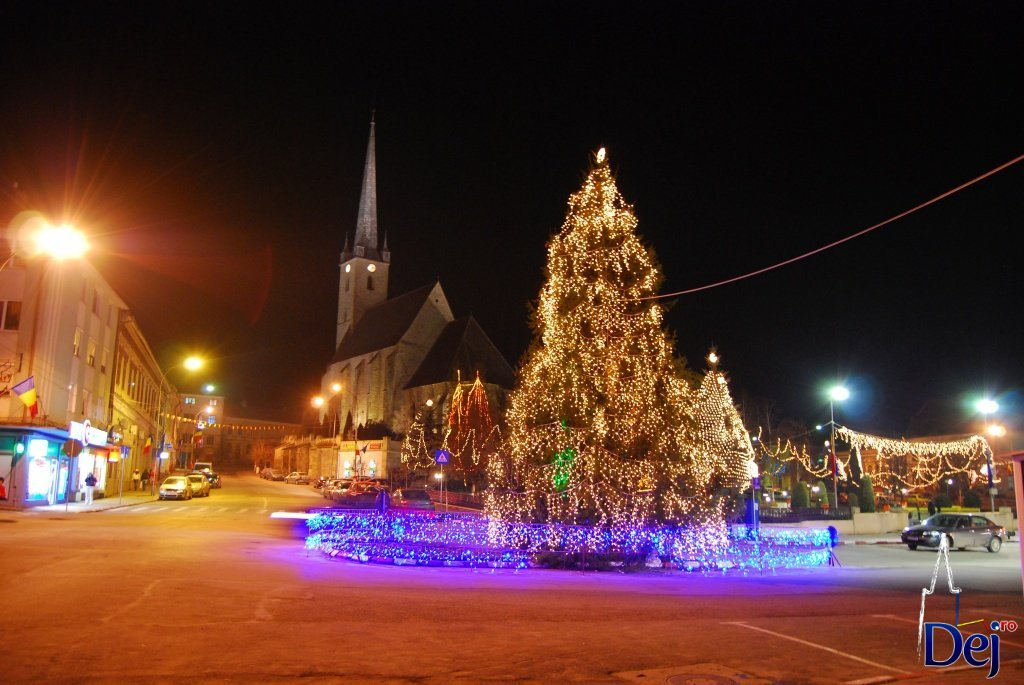
夜の広場
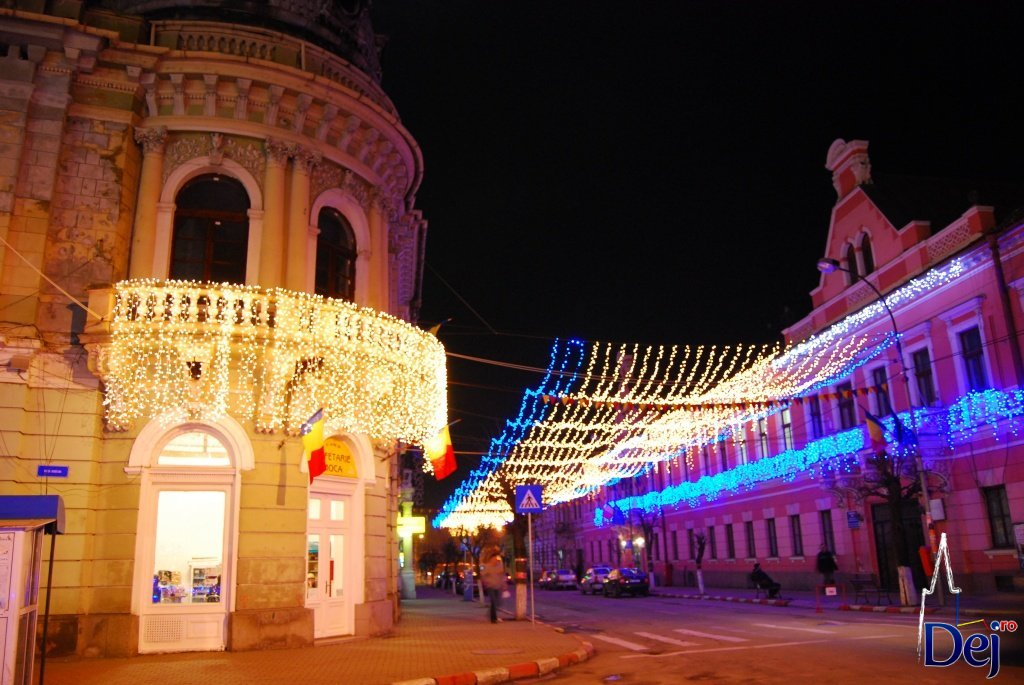
アヴラム・ヤンク通り
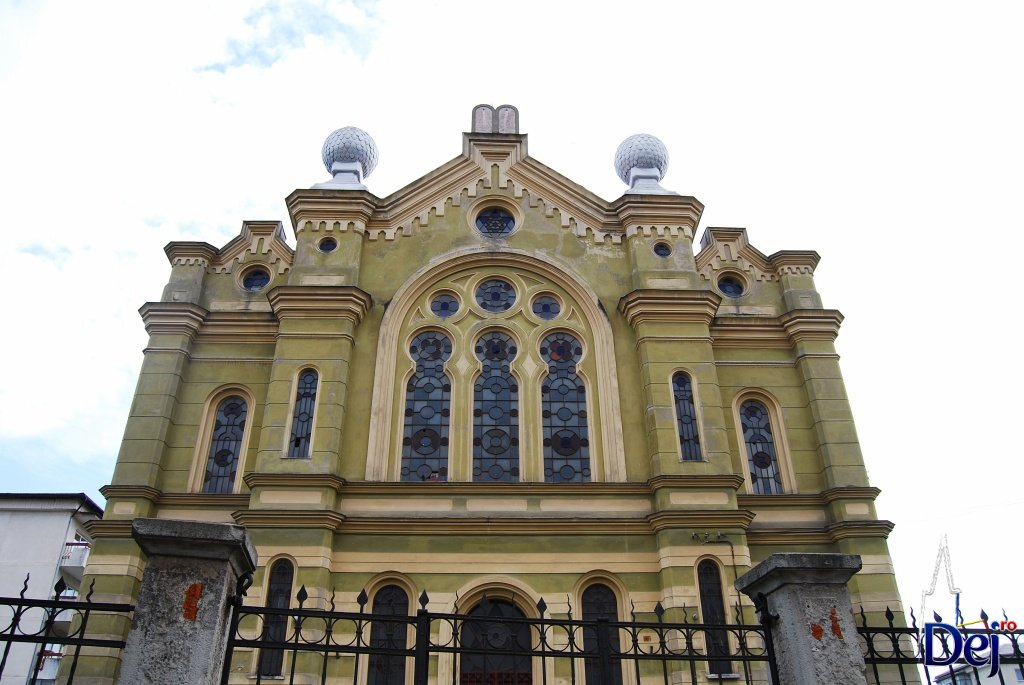
シナゴーグ
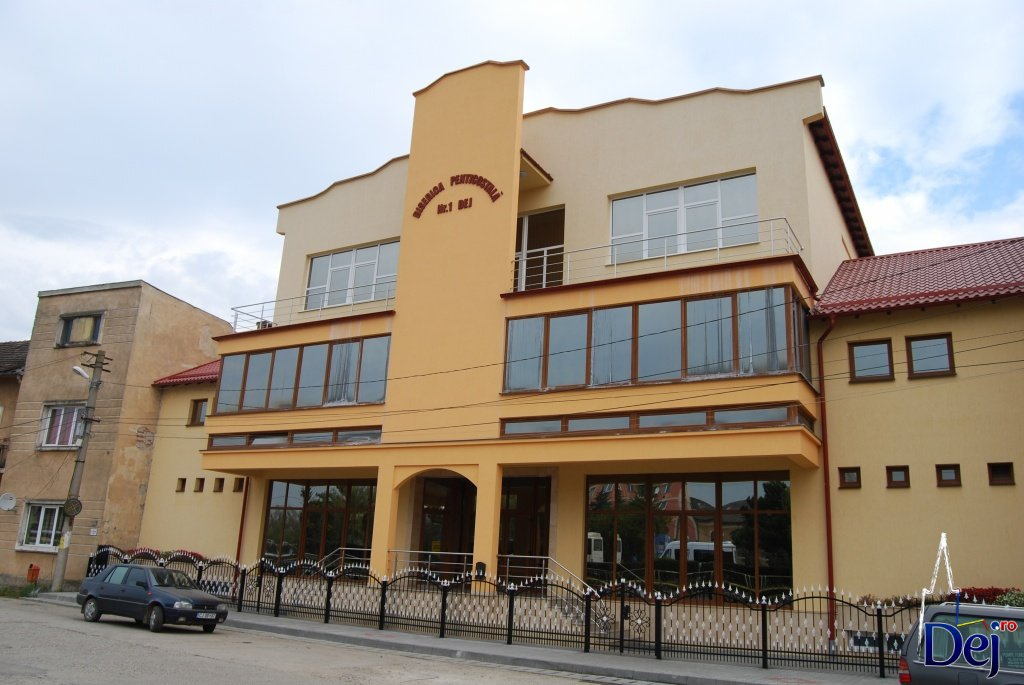
ペンテコステ派の寺院
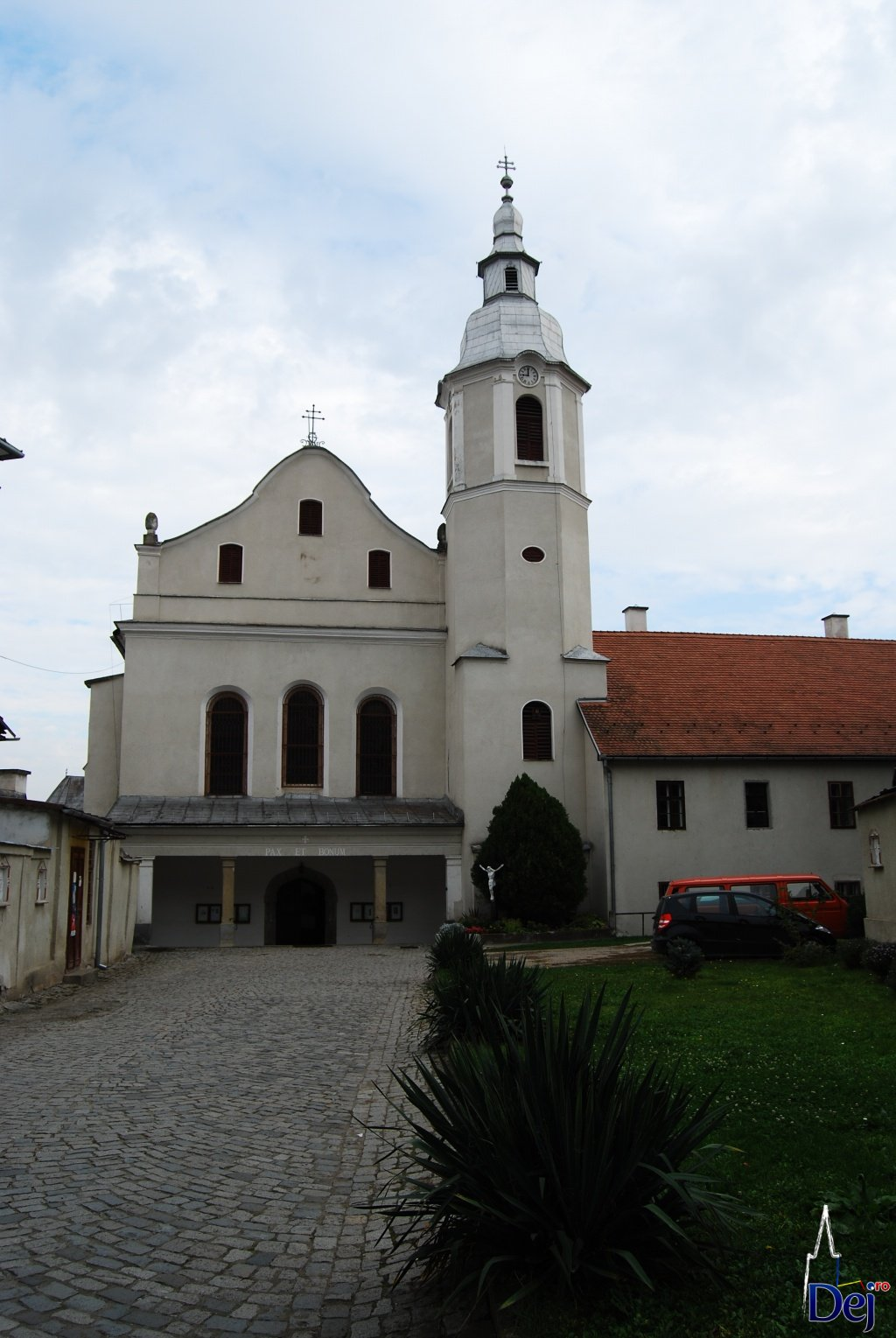
ローマ・カトリックの教会
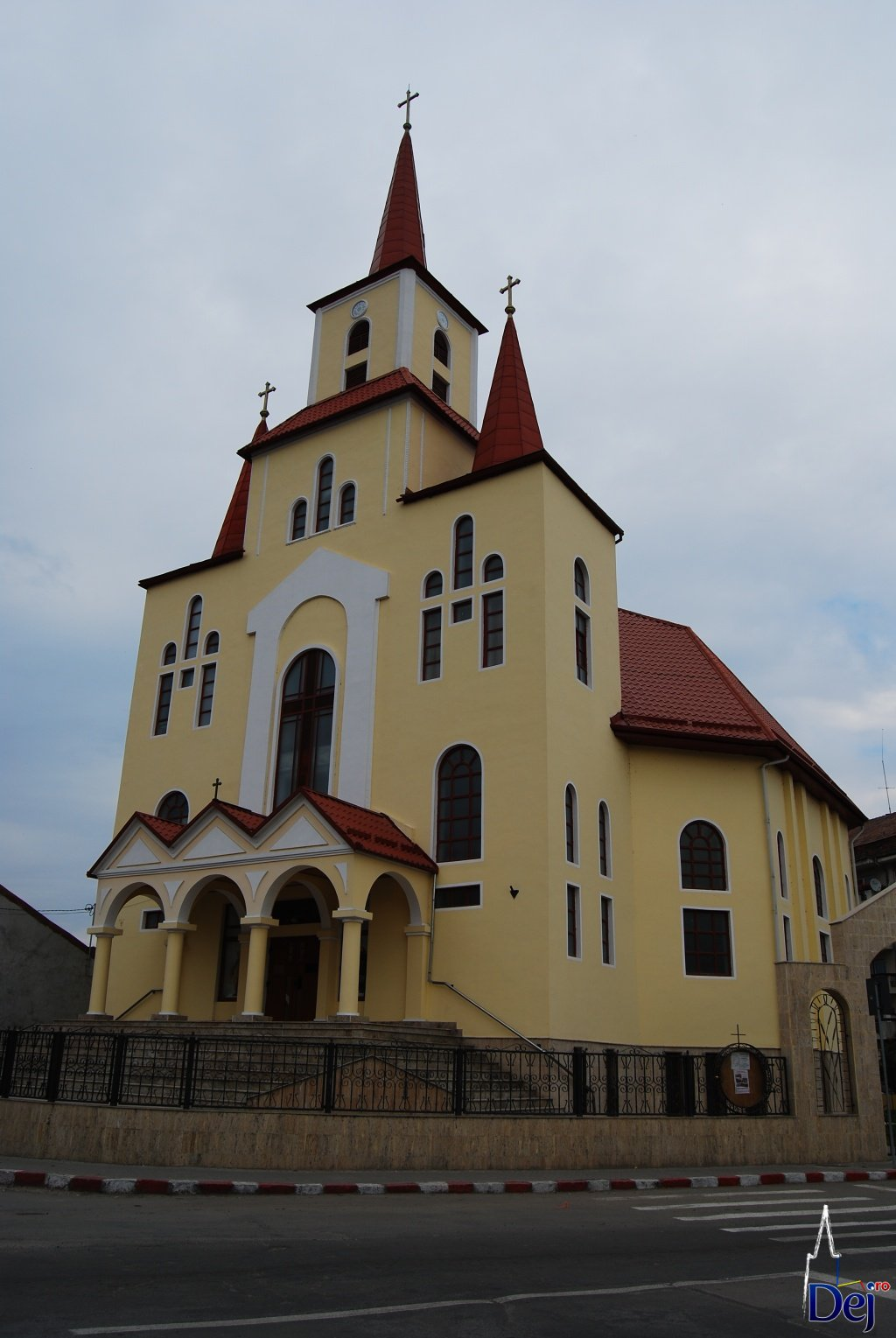
ギリシャ正教会の教会
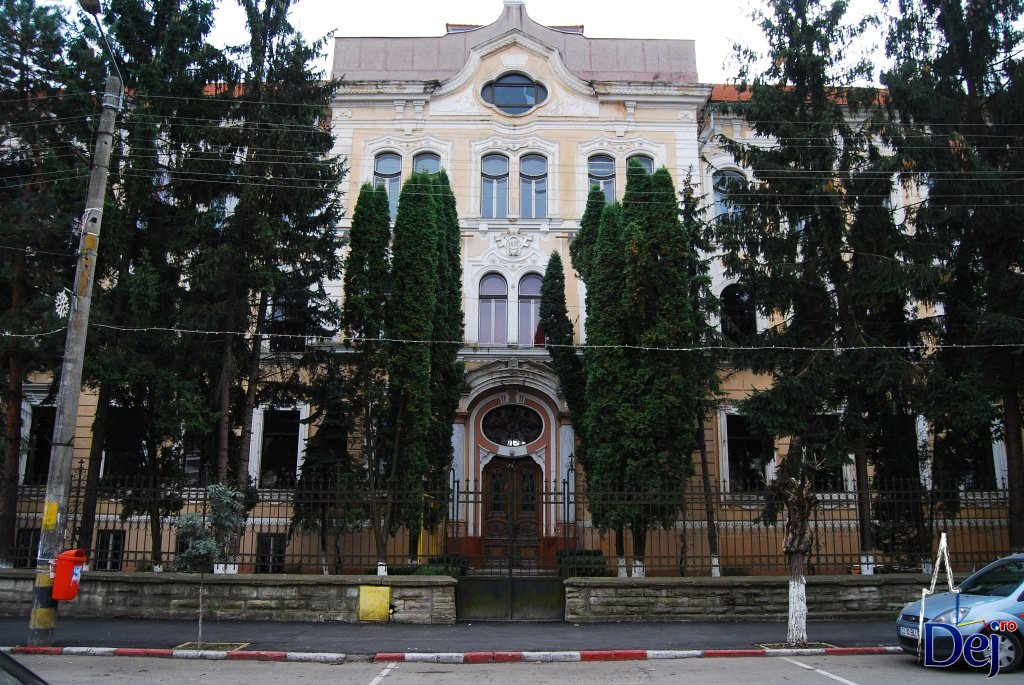
アンドレイ・ムレサヌ国立カレッジ